# العلاقات اليمنية الكوبية
العلاقات اليمنية الكوبية هي العلاقات الثنائية التي تجمع بين اليمن وكوبا.

## مقارنة بين البلدين
هذه مقارنة عامة ومرجعية للدولتين:
| وجه المقارنة                                              | اليمن         | كوبا                              |
| --------------------------------------------------------- | ------------- | --------------------------------- |
| المساحة (كم2)                                             | 555.00 ألف    | 109.88 ألف                        |
| عدد السكان (نسمة)                                         | 28.25 مليون   | 11.48 مليون                       |
| الكثافة السكانية (ن./كم²)                                 | 50.9          | 104.48                            |
| العاصمة                                                   | صنعاء، عدن    | هافانا                            |
| اللغة الرسمية                                             | اللغة العربية | اللغة الإسبانية                   |
| العملة                                                    | ريال يمني     | بيزو كوبي، بيزو كوبي قابل للتحويل |
| الناتج المحلي الإجمالي (بليون دولار)                      | 18.21 مليار   | 87.13 مليار                       |
| الناتج المحلي الإجمالي (تعادل القوة الشرائية) بليون دولار | 75.69 مليار   |                                   |
| الناتج المحلي الإجمالي الاسمي للفرد دولار أمريكي          | 1.41 ألف      |                                   |
| الناتج المحلي الإجمالي للفرد دولار أمريكي                 |               |                                   |
| مؤشر التنمية البشرية                                      | 0.498         | 0.769                             |
| رمز المكالمات الدولي                                      | +967          | +53                               |
| رمز الإنترنت                                              | .ye           | .cu                               |
| المنطقة الزمنية                                           | ت ع م+03:00   | 00                                |

## منظمات دولية مشتركة
يشترك البلدان في عضوية مجموعة من المنظمات الدولية، منها:
| علم المنظمة | اسم المنظمة                   | تاريخ انضمام اليمن | تاريخ انضمام كوبا |
| ----------- | ----------------------------- | ------------------ | ----------------- |
|             | الأمم المتحدة                 | 30 سبتمبر 1947     | 24 أكتوبر 1945    |
|             | منظمة حظر الأسلحة الكيميائية  | ?                  | ?                 |
|             | منظمة الشرطة الجنائية الدولية | ?                  | ?                 |
|             | الاتحاد الدولي للاتصالات      | 1931               | 16 يناير 1918     |
|             | يونسكو                        | 2 أبريل 1962       | 29 أغسطس 1947     |
|             | الاتحاد البريدي العالمي       | ?                  | ?                 |

## وصلات خارجية
- موقع وزارة الخارجية الكوبية